# 6. zongoraverseny (Mozart)
Wolfgang Amadeus Mozart 6., B-dúr zongoraversenye a 238. Köchel-jegyzékszámot viseli. A művet a szerző 1776 januárjában, Salzburgban írta.

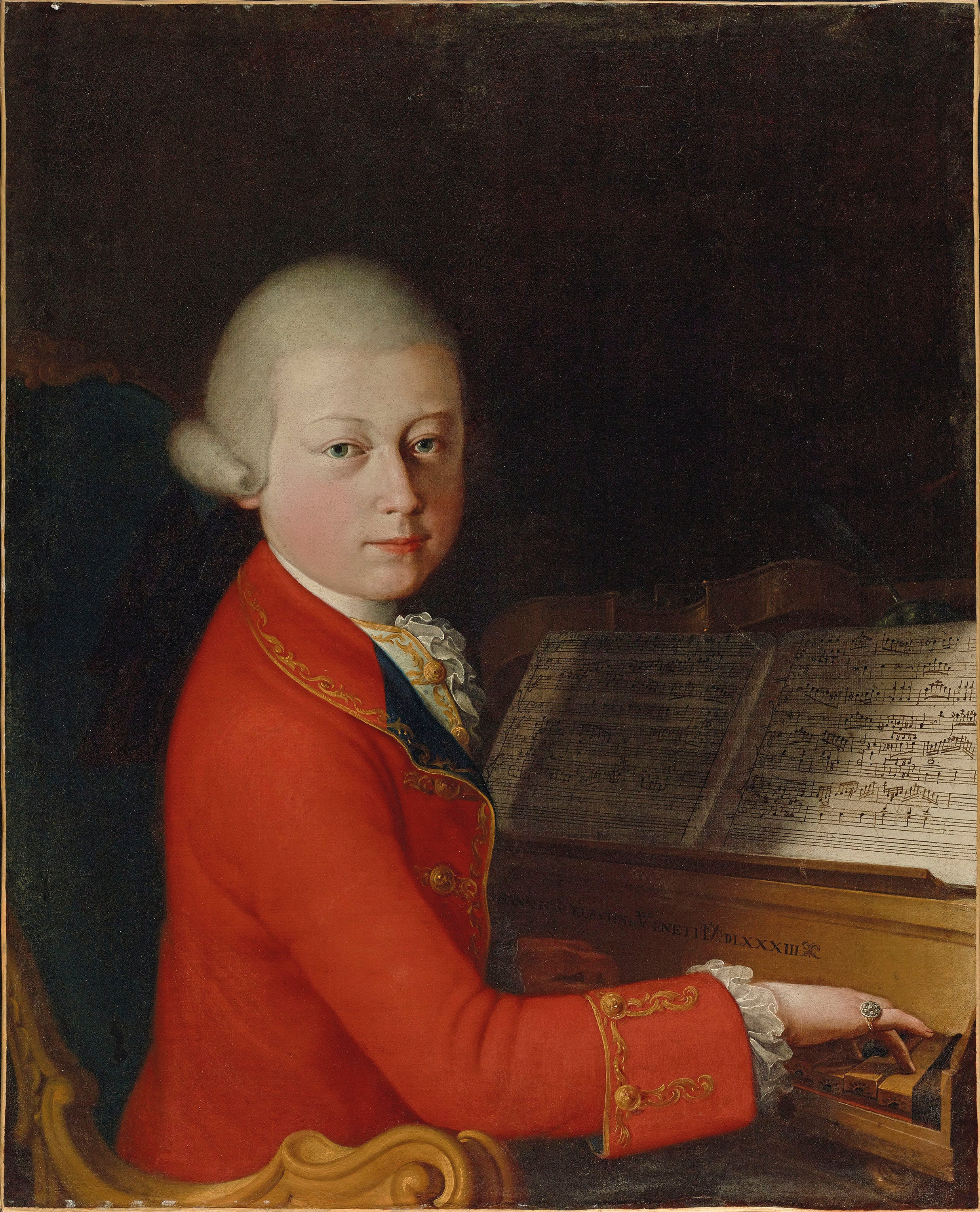
Mozart Melkben

## Szerkezete, jellemzői
Tételei:
1. Allegro aperto
2. Andante un poco adagio
3. Rondeau: Allegro

## Ismertség, előadási gyakoriság
Hangversenyen, hanglemezen, vagy elektronikus médiákban viszonylag ritkán hallgatható darab. 2006-ban a Mozart-év kapcsán a Magyar Rádió Bartók Rádiójának Mozart összes művét bemutató sorozatában volt hallható.